# Frankrikes damlandslag i ishockey
Frankrikes damlandslag i ishockey representerar Frankrike i ishockey för damer.
I december 1989 deltog Frankrike vid Coupe Ciba-Geigy i Schweiz, och spelade då sina första damlandskamper i ishockey . Laget rankades på 11:e plats på IIHF:s världsrankinglista efter VM 2008.